# Landévant
Landévant é uma comuna francesa na região administrativa da Bretanha, no departamento Morbihan. Estende-se por uma área de 22,4 km². Em 2010 a comuna tinha 3 977 habitantes (densidade: 177,5 hab./km²).